# Exyston marginatus
Exyston marginatus är en stekelart som beskrevs av Léon Abel Provancher 1886. Exyston marginatus ingår i släktet Exyston och familjen brokparasitsteklar. Inga underarter finns listade i Catalogue of Life.